# Walter Trout
Walter Trout (Ocean City, 6 marzo 1951) è un chitarrista e cantante statunitense.
Dal 1981 al 1985 è stato membro del gruppo Canned Heat, mentre dal 1985 al 1989 ha fatto parte del gruppo John Mayall & the Bluesbreakers.

## Discografia

### Album in studio
- 1989 - Life in the Jungle (Walter Trout Band)
- 1990 - Prisoner of a Dream (Walter Trout Band)
- 1992 - Transition (Walter Trout Band)
- 1994 - Tellin' Stories (Walter Trout Band)
- 1995 - Breaking the Rules (Walter Trout Band)
- 1997 - Positively Beale St. (Walter Trout Band)
- 1999 - Livin' Every Day (Walter Trout and the Radicals)
- 2001 - Go the Distance (Walter Trout and the Radicals)
- 2006 - Full Circle (Walter Trout and Friends)
- 2008 - The Outsider
- 2010 - Common Ground
- 2012 - Blues for the Modern Daze
- 2013 - Luther's Blues: A Tribute to Luther Allison (Walter Trout & His Band)
- 2014 - The Blues Came Callin’
- 2015 - Battle Scars
- 2017 - We're All in This Together
- 2019 - Survivor Blues
- 2020 - Ordinary Madness
- 2022 - Ride
- 2024 - Broken

### Album dal vivo
- 1993 - Live: No More Fish Jokes (Walter Trout Band)
- 2000 - Face the Music (Live on Tour) (Walter Trout and the Free Radicals)
- 2000 - Live Trout (Walter Trout and the Free Radicals)
- 2003 - Relentless (Walter Trout and the Radicals)
- 2007 - Hardcore (Walter Trout Power Trio)
- 2016 - Alive in Amsterdam

### Raccolte
- 2005 - Deep Trout: The Early Years of Walter Trout
- 2009 - Unspoiled by Progress: 20 Years of Hardcore Blues

### EP
- 2015 - In Session